# Tat'jana Alekseeva
Tat'jana Petrovna Alekseeva (in russo Татьяна Петровна Алексеева?; Novosibirsk, 7 ottobre 1963) è un'ex velocista russa, fino al 1991 sovietica, specializzata nei 400 metri piani.

## Biografia
Il suo record personale sui 400 m piani è stato 49"98. Si ritirò dall'attività agonistica nel 1998. È stata tre volte campionessa nazionale individuale, ha vinto la medaglia d'argento nei 400 m ai campionati mondiali indoor e ai campionati europei indoor. Nella staffetta 4×400 m, ha stabilito il record mondiale indoor vincendo l'oro ai campionati mondiali indoor del 1997 e ha stabilito il record russo con un tempo di 3'18"38 vincendo la medaglia d'argento ai campionati del mondo del 1993.

## Altre competizioni internazionali
1993
- Coppa Europa di atletica leggera ( Roma)